# Krvarenje vežnjače oka
Krvarenje vežnjače oka, subkonjunktivalna hemoragija ili sufuzija konjunktive (lat. haemorrhagia subconjunctivalis) je krvavljenje u konjunktivi na prednjoj površini oka. Najčešče je dobroćudne ( benigne) prirode jer ne daje nikakve simptome ali vrlo često jako uplaši pacijenta zbog „zastrašujućeg“ izgleda.

## Epidemiologija
Često se javlja, u svim godinama života, uključujući i novorođenčad, ali je najčešći kod pacijenata srednjih godina starosti, najverovatnije zbog povećane izloženosti brojnim faktorima rizika.
Češći je kod žena nego kod muškaraca, dok je netraumatski oblik krvarenje vežnjače prisutan u oko 0,6% slučajeva

## Etiologija
Ova krvarenja nastaju usled:
- male traume,
- naprezanja kod jakog kašlja, kijanja (npr kod astme),[4]
- naprezanja prilikom porođaja,
- naprezanja pri povraćanju,
- kod hipertenzije
- nakon upotrebe antikoagulantne terapije.

### Predisponirajući činioci
- Sistemska hipertenzija
- Abnormalna krvarenja kod drugih bolesti (leukemija, poremećaji koagulacije krvi)
- Primena antikoagulantnih lekova (npr aspirin, varfarin)
- Vaskularna lezija vežnjače
- Trauma očne jabučice (uključujući povrede vezane za kontaktna sočiva)
- Šećerna bolest
- Nesreće kod ronjenja - stezanje maske (volumen unutar maske stvara povećan pritisak sa povećanjem dubine)
- Teška povreda grudnog koša koja dovodi do povećanog pritiska u ekstremitetima, uključujući i povećanja pritiska u okolini oka.
- Leptospiroza
- Ebola
- Povećan venski pritisak (npr ekstremna g-sila tokom letenja, naprezanje, povraćanje, gušenje ili kašljanje).
- Prelom zigomatične kosti (rezultira bočnim subkonjunktivalnim krvarenjem).
- Febrilne sistemske infekcije.
- Hiperlipidemija.
- Koronarne bolesti srca.

## Klinička slika
Kliničkom slikom najčešče dominira blagi bol ili iritacija (bez bola). Madabolest može biti i asimptomatičan
Klinički znaci
- Crvena površina na oku,
- Lokacija koja je obično inferiorna, uzrokovana krvlju ispod vežnjače na kojoj se može videti jasna granica krvarenja (ako se granica ne može videti, krvarenje može poticati od intra-kranijalnog krvarenja, u kom slučaju hitno upućivanje lekaru može spasiti život bolesniku).
- Krvarenje je obično jednostrano lokalizovano.
- Bez spoljašnjeg pražnjenja krvi.

## Diferencijalna dijagnoza
U diferencijalnoj dijagnozi treba imati u vidu:
Hemoragični konjunktivitis (EHC)
- virusni konjunktivitis (obično male višestruke hemoragije)
- obično su promene obostrane
- Konjuktivalne neoplazme (npr lLimfom) sa sekundarnim krvarenjem
- Kapošijev sarkom (crvene ili ljubičaste lezije pod konjuktivom)

## Terapija
Stanje često može i spontano da se sanira bez ikakve terapije u roku od 5-10 dana. 
U osnovne terapijske mere spada:
- aplikacija hladnih kompresa na oko, koje mogu smanjiti neugodnost
- lekovi za suzbijanja očnog lubrikanta ako je prisutna blaga očna iritacija.

## Prognoza
Krvarenje vežnjače oka je benigno oboljenje, sa dobrom prognozom, pod uslovom da nije povezano sa sistemskim bolestima.
Krvarenje vežnjače oka potencijalno može biti jedan od mogućih faktora rizika od moždanog udara nakon tri godine od subkonjunktivalne hemoragije.

## Mere prevencije
- Meriti redovno krvni pritisak
- U traumatskim slučajevima, obavezna je kontrola neurologa
- Uvek ustanoviti da li se može videti krajnja granica krvarenja, kako bi se isključio intra-kranijalni izvor, npr. nakon loma glave lobanje
- Ako pacijent ima istoriju povremenih subkonjunktivnih krvarenja ili istoriju krvarenja ili abnormalnosti krvotokova, ili je pacijent na varfarinu (naročito ako je povezan sa neobjašnjivim modricama na koži), obavezne su kontrole nadležnih lekara

## Literatura
- Mimura, T.; Usui, T.; Yamagami, S.;  . (2010). „Recent causes of subconjunctival hemorrhage”. Ophthalmologica. 224 (3): 133—7. PMID 19738393. doi:10.1159/000236038.
- Lim, H. Y.; Puah, S. H.; Ang, L. J.;  . (2015). „Subconjunctival haemorrhage from bronchoscopy: A case report”. Respir Med Case Rep. 316: 97—100.
- Mimura, T.; Yamagami, S.; Mori, M.;  . (новембар 2010). „Contact lens-induced subconjunctival hemorrhage”. Am J Ophthalmol. 150 (5): 656—665. PMID 20709310. doi:10.1016/j.ajo.2010.05.028.
- Mimura, T.; Yamagami, S.; Usui, T.;  . (2010). „Location and Extent of Subconjunctival Hemorrhage”. Ophthalmologica. 224 (2): 90—5. PMID 19713719. doi:10.1159/000235798.
- Cronau, H.; Kankanala, R. R.; Mauger, T. (2010). „Diagnosis and management of red eye in primary care”. Am Fam Physician. 1581 (2): 137—44.

|  | Molimo Vas, obratite pažnju na važno upozorenje u vezi sa temama iz oblasti medicine (zdravlja). |